# Fördelningspolitik
Fördelningspolitik eller omfördelningspolitik är en sammanfattande benämning på politiska arrangemang och åtgärder som avser påverka fördelningen av inkomster, förmögenheter, egendom och viss konsumtion, till exempel sjukvård och utbildning, i ett samhälle eller mellan samhällen, utifrån olika uppfattningar om vad som är rättvist. Fördelningspolitik verkställs genom exempelvis skatter, bidrag, penningpolitik, välfärdssystem och förstatliganden. Omfördelning av resurser i ekonomin kan även ske (delvis) utan det allmännas inblandning genom till exempel välgörenhet, skilsmässa eller ersättningsrätter. För det mesta avser fördelningspolitik en progressiv fördelning av resurser från de som har mer till de som har mindre, men det kan också avse en regressiv fördelning, det vill säga en fördelning från de som har mindre till de som har mer (ej att sammanblanda med progressiv/regressiv beskattning). Fördelningspolitikens målsättning och effekter är en fråga som diskuteras flitigt politiskt utifrån etiska, ideologiska och ekonomiska aspekter.

## Fördelningspolitikens verkställighet
Skattepolitiken är ofta central för fördelningspolitiken. Genom direkta skatter på exempelvis inkomster, förmögenheter och arv, och indirekta skatter på exempelvis lyxkonsumtion och tobak styrs konsumtion och skillnader utjämnas. Genom de resurser staten får in från skatter, statliga företag, räntor med mera kan dessa avsättas för att sedan fördelas ut i olika verksamheter eller till enskilda individer i form av bidrag (exempelvis skatteutjämningsbidrag inom kommunsektorn/regioner/administrativa enheter, barnbidrag till föräldrar, socialbidrag till arbetslösa utan a-kassa eller sjukpenning och så vidare). Subventioner används också som verktyg för att styra såväl konsumtion som produktion av exempelvis barnomsorg, persontransporter, sjukvård, utbildning, bostäder med mera.

### Olika typer av fördelning
- Personell fördelning: Den personella fördelning avser fördelningen mellan individer baserat på exempelvis ålder, familjetyp, inkomstklass.
- Regional fördelning: Den regionala fördelning avser fördelning mellan olika administrativa enheter och städer inom ett land eller mellan länder.
- Funktionell fördelning: Den funktionella fördelning avser fördelningen av inkomster, räntor och utdelningar (från exempelvis aktier).

## Aspekter på fördelningspolitiken
Inom samhällspolitiken diskuteras ofta fördelningspolitikens etiska och ekonomiska aspekter. Inte sällan anges fördelningspolitikens mål med att skapa social rättvisa, men när det kommer till vad rättvisa är går åsikterna isär. Här finns det en skillnad mellan metodrättvisa eller strävan efter lika förutsättningar som ser till hur fördelningen uppkommer (frivillighet mellan jämlika parter) och resultaträttvisa eller strävan efter lika utfall som ser till fördelningens resultat. På den politiska scenen förekommer kritik mot fördelningspolitik från konservativt och nyliberalt håll som kan beskriva beskattning i fördelningspolitiskt syfte som en förskönande omskrivning av stöld.